# سايدو بانانديتيغويري
سايدو مادي بانانديتيغويري (22 مارس 1984

 في واهيغويا) (بالفرنسية: Saïdou Madi Panandétiguini)‏ لاعب كرة قدم بوركينابي يلعب حاليا لصالح نادي الدرجة الثانية لوهافر الفرنسي منذ 2009 في مركز الظهير الأيسر .
لعب بانانديتيغويري في أندية سانتوس واغادوغو (1994-1999) أسفا ينيغا (2000-2001) بوردو (2001-2004) لوكيرين (2004-2008) فيهين فيسبادن (2008-2009) .
شارك بانانديتيغويري مع منتخب بوركينا فاسو في بطولة كأس العالم لكرة القدم للناشئين تحت 17 سنة 2001 التي أقيمت في ترينيداد وتوباغو الذي احتل المركز الثالث وبطولة كأس العالم لكرة القدم للشباب تحت 20 سنة 2003 التي أقيمت في الإمارات الذي وصل إلى الدور الثمن النهائي . تسببت مشاركته مع مواطنه فوسيني تراوري في اتخاذ الاتحاد الدولي لكرة القدم قرار بتحويل نتيجة فوز منتخب بوركينا فاسو على منتخب غانا 2/0 إلى خسارة 0/3 بسبب تجاوزهم السن القانونية للمشاركة في تصفيات مسابقة كرة القدم لدورة الألعاب الأولمبية الصيفية 2008 التي أقيمت في العاصمة الصينية بكين . شارك بانانديتيغويري مع منتخب بوركينا فاسو في 29 مباراة دولية مسجلا هدف واحد منذ 2002 . تم استدعائه للمشاركة في بطولة كأس الأمم الأفريقية لكرة القدم 2004 التي أقيمت في تونس وخرج من الدور الأول .

## روابط خارجية
- سايدو بانانديتيغويري على موقع الاتحاد الدولي (مؤرشف)  (الإنجليزية)
- سايدو بانانديتيغويري على موقع قاعدة بيانات كرة القدم.إي يو (الإنجليزية)
- سايدو بانانديتيغويري على موقع ناشيونال فوتبول تيمز (الإنجليزية)
- سايدو بانانديتيغويري على موقع Soccerway.com (الإنجليزية)